# جعليات وأشباهها
الجُعليات وأشباهها أو فوق فصيلة خنافس سكارابيويديا (الاسم العلمي: Scarabaeoidea)، فصيلة عليا من الحشرات تنتمي إلى رتبة غمديات الأجنحة وتحت رتبة جُعليات الشكل. تضم حوالي 35000 نوع ويتم وصف حوالي 200 نوع جديد كل عام.